# Radoševo
Radoševo (izvirno srbsko Радошево) je naselje v Srbiji, ki upravno spada pod Občino Arilje; slednja pa je del Zlatiborskega upravnega okraja.

## Demografija
V naselju živi 322 polnoletnih prebivalcev, pri čemer je njihova povprečna starost 45,6 let (41,8 pri moških in 49,8 pri ženskah). Naselje ima 123 gospodinjstev, pri čemer je povprečno število članov na gospodinjstvo 3,01.
To naselje je skoraj v celoti srbsko (glede na rezultate popisa iz leta 2002), a v času zadnjih treh popisov je opazno zmanjšanje števila prebivalcev.
|  |

| Demografija | Demografija     | Demografija     |
| Leto        | Št. prebivalcev | Št. prebivalcev |
| ----------- | --------------- | --------------- |
|             |                 |                 |
|             |                 |                 |
|             |                 |                 |
|             |                 |                 |
| 1948        | 753             |                 |
| 1953        | 813             |                 |
| 1961        | 799             |                 |
| 1971        | 711             |                 |
| 1981        | 590             |                 |
| 1991        | 503             | 498             |
| 2002        | 373             | 370             |
|             |                 |                 |

| Etnična sestava po popisu iz leta 2002 | Etnična sestava po popisu iz leta 2002 | Etnična sestava po popisu iz leta 2002 | Etnična sestava po popisu iz leta 2002 | Etnična sestava po popisu iz leta 2002 |
| -------------------------------------- | -------------------------------------- | -------------------------------------- | -------------------------------------- | -------------------------------------- |
| Srbi                                   | Srbi                                   |                                        | 369                                    | 99,72%                                 |
| Madžari                                | Madžari                                |                                        | 1                                      | 0,27%                                  |
| Neznano                                | Neznano                                |                                        | 0                                      | 0,0%                                   |